# Зноймо (округ)
Зноймо (чеськ. Okres Znojmo) — адміністративно-територіальна одиниця в Південноморавському краї Чеської Республіки. Адміністративний центр — місто Зноймо. Площа округу — 1 590 кв. км., населення становить 113 538 осіб.
До округу входить 144 муніципалітети, з котрих 5 — міста.